# Stanisław Redens

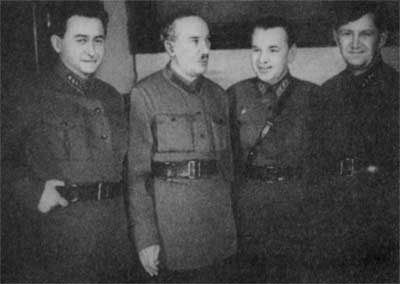
Od lewej: Jakow Agranow, Gienrich Jagoda, NN, Stanisław Redens

Stanisław Redens, ros. Станислав Францевич Реденс (ur. 17 maja 1892 w Tykocinie, zm. 12 lutego 1940 w Moskwie) – polski socjaldemokrata i komunista, funkcjonariusz Czeka/GPU/OGPU/NKWD, komisarz bezpieczeństwa państwowego I rangi (26 listopada 1935), członek Centralnej Komisji Kontroli WKP(b) na XV i XVI Zjeździe, członek Centralnej Komisji Rewizyjnej WKP(b) na XVII Zjeździe, deputowany do Rady Najwyższej ZSRR I kadencji.

## Życiorys
Urodził się w rodzinie szewca. Jako dziecko stracił ojca i był wychowywany przez wujka. W 1907 r. ukończył szkołę przyzakładową przy Dnieprowskich Zakładach Metalurgicznych w m. Kamienskoje w guberni katerynosławskiej. Następnie podjął pracę jako monter w tych zakładach. W 1914 r. wstąpił do SDPRR. We wrześniu 1914 r. został powołany do służby wojskowej i wysłany na front. W 1915 r. został zdemobilizowany z powodu choroby. Ponownie podjął pracę w tych zakładach. W 1917 r. został sekretarzem komitetu SDPRR w Kamienskoje, sekretarzem związku metalowców oraz sekretarzem polskiej grupy SDKPiL.
W 1918 r. oddelegowany został z Ukrainy do Moskwy. Został wyznaczony na stanowisko śledczego WCzK, wkrótce potem został sekretarzem Prezydium WCzK oraz osobistym sekretarzem Feliksa Dzierżyńskiego. W kwietniu 1919 r. został przeniesiony do Odeskiej, a następnie do Kijowskiej WCzK. Od lutego 1920 r. kierował Odeską, od sierpnia 1920 r. – Charkowską, a od grudnia 1920 r. – Krymską WCzK. od 12 lipca 1921 r. był zastępcą szefa, a od 5 września 1921 – szefem Zarządu Administracyjno-Organizacyjnego WCzK. Od 11 września 1922 r. ponownie kierował Krymskim Oddziałem GPU, a od 25 kwietnia 1923 r. był przewodniczącym GPU Krymskiej Autonomicznej SRR. W czerwcu 1926 r. powrócił do pracy partyjnej. W latach 1926–1928 był sekretarzem Prezydium Najwyższej Rady Gospodarki Narodowej oraz kierował Inspekcją Robotniczo-Chłopską WKP(b). W latach 1927–34 był członkiem Centralnej Komisji Kontroli WKP(b), a od 1934 r. – członkiem Centralnej Komisji Rewizyjnej WKP(b).
W listopadzie 1928 r. wraca do służby w organach bezpieczeństwa państwowego. Od 10 listopada 1928 r. był przewodniczącym Zakaukaskiego GPU, od 17 maja 1931 r. – przewodniczącym GPU Białorusi, a od 25 lipca 1931 r. – przewodniczącym GPU Ukrainy. W 1932 r. otrzymał zadanie (wspólnie ze Stanisławem Kosiorem) rozpracowania i likwidacji siatki kułacko-petlurowskiej. W ramach tej akcji dokonał aresztowania 2 tysięcy kierowniczych pracowników kołchozów. Z dniem 20 lutego 1933 r. zostaje przewodniczącym OGPU obwodu moskiewskiego (od 15 lipca 1934 r. – szefem Zarządu NKWD obwodu moskiewskiego). Kierował likwidacją opozycji po zabójstwie Siergieja Kirowa. Od 1937 r. był deputowanym do Rady Najwyższej ZSRR. 20 stycznia 1938 r. został wyznaczony na stanowisko Ludowego Komisarza Spraw Wewnętrznych Kazachskiej SRR. 
22 listopada 1938 r. został aresztowany pod zarzutem udziału w polskiej grupie dywersyjno-szpiegowskiej. 21 stycznia 1940 r. został skazany przez Kolegium Wojskowe Sądu Najwyższego ZSRR na karę śmierci za „szpiegostwo na rzecz polskiego wywiadu i udział w antyradzieckiej organizacji szpiegowsko-terrorystycznej”. Stracony 12 lutego 1940. Skremowany na Cmentarzu Dońskim, pochowany anonimowo. 
Zrehabilitowany 16 listopada 1961 postanowieniem Kolegium Wojskowego SN ZSRR.
Był szwagrem Józefa Stalina. Jego żona - Anna Siergiejewna Alliłujewa (1896–1964) była rodzoną siostrą drugiej żony Stalina – Nadieżdy Alliłujewej. W czasie wojny była ona współpracownicą Odeskiej WCzK, a w 1948 r. została skazana na karę 10 lat pobytu w obozie pracy za szpiegostwo. W 1954 r. – została zwolniona z obozu. Jego syn Władimir Alliłujew był autorem pamiętników, w których pozytywnie oceniał Józefa Stalina.

## Odznaczenia
- Order Lenina – 11 lipca 1937 r.
- Order Czerwonego Sztandaru – 20 listopada 1925 r.
- Order Czerwonego Sztandaru Pracy Ukraińskiej SRR – 23 grudnia 1927 r.
- Order Czerwonego Sztandaru Pracy Zakaukaskiej Federacyjnej SRR – 7 marca 1932 r.
- Odznaka „Zasłużony Pracownik WCzK-GPU (V)” – 1924 r.
- Odznaka „Zasłużony Pracownik WCzK-GPU (XV)” – 20 grudnia 1932 r.
- Medal „XX lat RKKA” – 22 lutego 1938 r.